# Kroatiens kvindefodboldlandshold
Kroatiens kvindefodboldlandshold repræsenterer Kroatien i internationale fodboldturneringer. Holdet styres af Kroatiens fodboldforbund

## Statistik over deltagelser ved EM i fodbold
| Statistik over EM i fodbold | Statistik over EM i fodbold | Statistik over EM i fodbold | Statistik over EM i fodbold | Statistik over EM i fodbold | Statistik over EM i fodbold | Statistik over EM i fodbold | Statistik over EM i fodbold | Statistik over EM i fodbold |    | Statistik over kvalifikation til EM i fodbold | Statistik over kvalifikation til EM i fodbold | Statistik over kvalifikation til EM i fodbold | Statistik over kvalifikation til EM i fodbold | Statistik over kvalifikation til EM i fodbold | Statistik over kvalifikation til EM i fodbold | Statistik over kvalifikation til EM i fodbold |
| År                          | Runde                       | K                           | V                           | U                           | T                           | M+                          | M-                          | MF                          | K  | V                                             | U                                             | T                                             | M+                                            | M-                                            | MF                                            |                                               |
| --------------------------- | --------------------------- | --------------------------- | --------------------------- | --------------------------- | --------------------------- | --------------------------- | --------------------------- | --------------------------- | -- | --------------------------------------------- | --------------------------------------------- | --------------------------------------------- | --------------------------------------------- | --------------------------------------------- | --------------------------------------------- | --------------------------------------------- |
| 1995                        | Ikke kvalificeret           | Ikke kvalificeret           | Ikke kvalificeret           | Ikke kvalificeret           | Ikke kvalificeret           | Ikke kvalificeret           | Ikke kvalificeret           | Ikke kvalificeret           | 6  | 3                                             | 1                                             | 2                                             | 8                                             | 18                                            | −10                                           |                                               |
| 1997                        | Ikke kvalificeret           | Ikke kvalificeret           | Ikke kvalificeret           | Ikke kvalificeret           | Ikke kvalificeret           | Ikke kvalificeret           | Ikke kvalificeret           | Ikke kvalificeret           | 8  | 0                                             | 1                                             | 7                                             | 2                                             | 23                                            | −21                                           |                                               |
| 2001                        | Ikke kvalificeret           | Ikke kvalificeret           | Ikke kvalificeret           | Ikke kvalificeret           | Ikke kvalificeret           | Ikke kvalificeret           | Ikke kvalificeret           | Ikke kvalificeret           | 6  | 1                                             | 0                                             | 5                                             | 7                                             | 19                                            | −12                                           |                                               |
| 2005                        | Ikke kvalificeret           | Ikke kvalificeret           | Ikke kvalificeret           | Ikke kvalificeret           | Ikke kvalificeret           | Ikke kvalificeret           | Ikke kvalificeret           | Ikke kvalificeret           | 8  | 4                                             | 1                                             | 3                                             | 17                                            | 22                                            | −5                                            |                                               |
| 2009                        | Ikke kvalificeret           | Ikke kvalificeret           | Ikke kvalificeret           | Ikke kvalificeret           | Ikke kvalificeret           | Ikke kvalificeret           | Ikke kvalificeret           | Ikke kvalificeret           | 3  | 2                                             | 0                                             | 1                                             | 9                                             | 6                                             | +3                                            |                                               |
| 2013                        | Ikke kvalificeret           | Ikke kvalificeret           | Ikke kvalificeret           | Ikke kvalificeret           | Ikke kvalificeret           | Ikke kvalificeret           | Ikke kvalificeret           | Ikke kvalificeret           | 8  | 0                                             | 1                                             | 7                                             | 6                                             | 26                                            | −20                                           |                                               |
| Total                       | 0/6                         | –                           | –                           | –                           | –                           | –                           | –                           | –                           | 39 | 10                                            | 4                                             | 25                                            | 49                                            | 114                                           | −65                                           |                                               |

## Statistik over deltagelser ved VM i fodbold
| Statistik over VM i fodbold for kvinder | Statistik over VM i fodbold for kvinder | Statistik over VM i fodbold for kvinder | Statistik over VM i fodbold for kvinder | Statistik over VM i fodbold for kvinder | Statistik over VM i fodbold for kvinder | Statistik over VM i fodbold for kvinder | Statistik over VM i fodbold for kvinder | Statistik over VM i fodbold for kvinder |    | Statistik over kvalifikation til VM i fodbold | Statistik over kvalifikation til VM i fodbold | Statistik over kvalifikation til VM i fodbold | Statistik over kvalifikation til VM i fodbold | Statistik over kvalifikation til VM i fodbold | Statistik over kvalifikation til VM i fodbold | Statistik over kvalifikation til VM i fodbold |
| År                                      | Runde                                   | K                                       | V                                       | U                                       | T                                       | M+                                      | M-                                      | MF                                      | K  | V                                             | U                                             | T                                             | M+                                            | M-                                            | MF                                            |                                               |
| --------------------------------------- | --------------------------------------- | --------------------------------------- | --------------------------------------- | --------------------------------------- | --------------------------------------- | --------------------------------------- | --------------------------------------- | --------------------------------------- | -- | --------------------------------------------- | --------------------------------------------- | --------------------------------------------- | --------------------------------------------- | --------------------------------------------- | --------------------------------------------- | --------------------------------------------- |
| 1995                                    | Deltog ikke                             | Deltog ikke                             | Deltog ikke                             | Deltog ikke                             | Deltog ikke                             | Deltog ikke                             | Deltog ikke                             | Deltog ikke                             | –  | –                                             | –                                             | –                                             | –                                             | –                                             | –                                             |                                               |
| 1999                                    | Deltog ikke                             | Deltog ikke                             | Deltog ikke                             | Deltog ikke                             | Deltog ikke                             | Deltog ikke                             | Deltog ikke                             | Deltog ikke                             | –  | –                                             | –                                             | –                                             | –                                             | –                                             | –                                             |                                               |
| 2003                                    | Ikke kvalificeret                       | Ikke kvalificeret                       | Ikke kvalificeret                       | Ikke kvalificeret                       | Ikke kvalificeret                       | Ikke kvalificeret                       | Ikke kvalificeret                       | Ikke kvalificeret                       | 8  | 4                                             | 1                                             | 3                                             | 16                                            | 11                                            | +5                                            |                                               |
| 2007                                    | Ikke kvalificeret                       | Ikke kvalificeret                       | Ikke kvalificeret                       | Ikke kvalificeret                       | Ikke kvalificeret                       | Ikke kvalificeret                       | Ikke kvalificeret                       | Ikke kvalificeret                       | 6  | 3                                             | 0                                             | 3                                             | 11                                            | 11                                            | 0                                             |                                               |
| 2011                                    | Ikke kvalificeret                       | Ikke kvalificeret                       | Ikke kvalificeret                       | Ikke kvalificeret                       | Ikke kvalificeret                       | Ikke kvalificeret                       | Ikke kvalificeret                       | Ikke kvalificeret                       | 10 | 0                                             | 2                                             | 8                                             | 4                                             | 27                                            | −23                                           |                                               |
| 2015                                    | Ikke kvalificeret                       | Ikke kvalificeret                       | Ikke kvalificeret                       | Ikke kvalificeret                       | Ikke kvalificeret                       | Ikke kvalificeret                       | Ikke kvalificeret                       | Ikke kvalificeret                       | 10 | 2                                             | 2                                             | 6                                             | 7                                             | 20                                            | −13                                           |                                               |
| Total                                   | 0/7                                     | –                                       | –                                       | –                                       | –                                       | –                                       | –                                       | –                                       | 34 | 9                                             | 5                                             | 20                                            | 38                                            | 69                                            | −31                                           |                                               |